# ایسای دوبرووین
ایسای الکساندروویچ دوبرووین (روسی: Исай Александрович Добровейн؛ ۲۷ فوریه ۱۸۹۱–۹ دسامبر ۱۹۵۳) یک رهبر ارکستر، آهنگساز و نوازنده پیانو اهل امپراتوری روسیه و نروژ بود.
او امپراتوری روسیه را در سال ۱۹۲۲ میلادی ترک کرد و در سال ۱۹۲۹ میلادی، به تابعیت کشور نروژ درآمد.
ایسای دانش‌آموختهٔ کنسرواتوار دولتی چایکوفسکی مسکو با درجهٔ عالی و از شاگردان سرگئی تانیف و لئوپولد گودوفسکی بود و بعدها مدرس پیانو در «کنسرتوار فیلارمونیک مسکو» شد.